# Phyllanthus petaloideus
Phyllanthus petaloideus är en emblikaväxtart som beskrevs av Paul G.Wilson. Phyllanthus petaloideus ingår i släktet Phyllanthus och familjen emblikaväxter. Inga underarter finns listade i Catalogue of Life.